# Klucz płaski

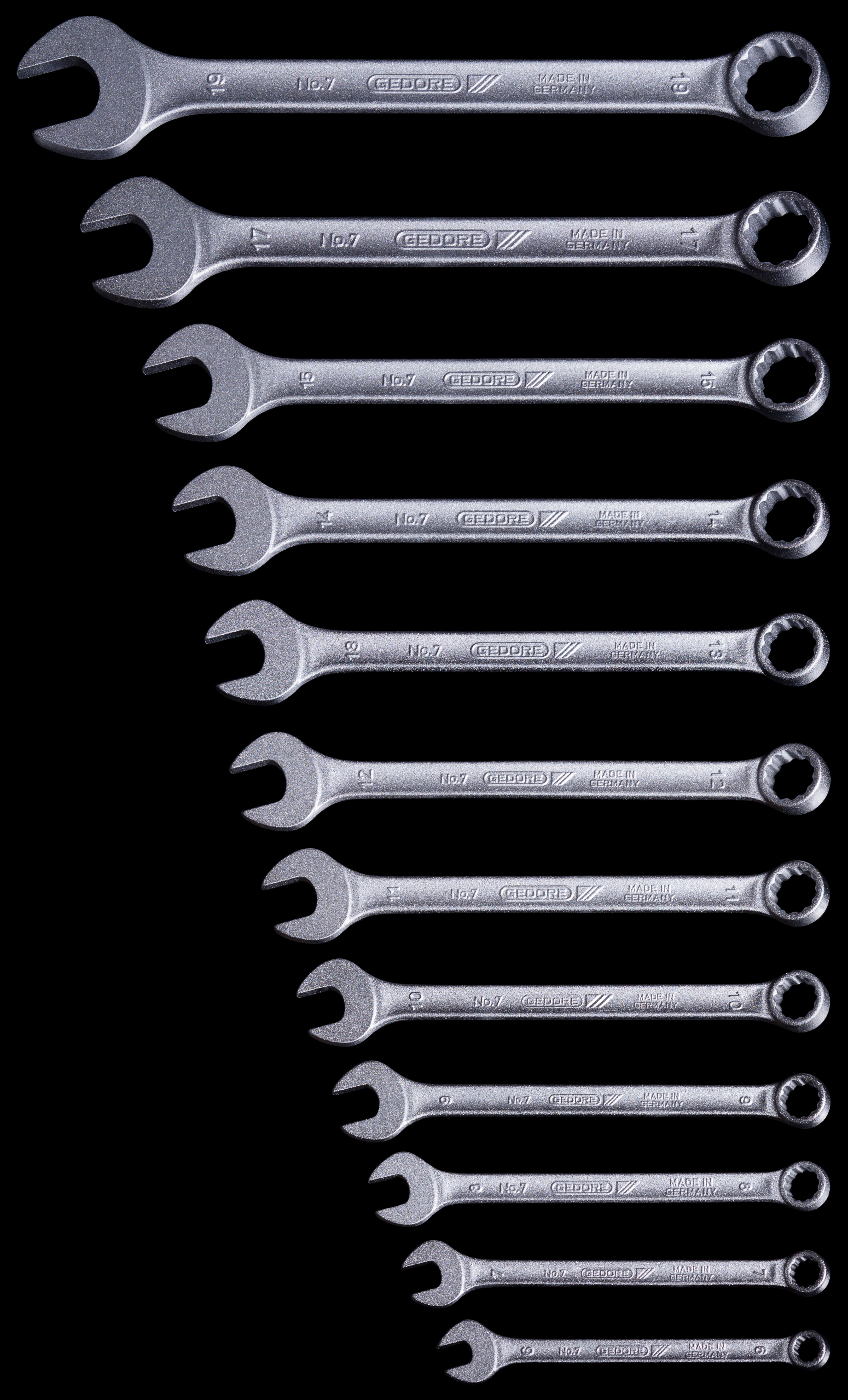

Klucz płaski – narzędzie służące do dokręcania i odkręcania nakrętek i śrub, najczęściej o łbach 6-kątnych. Wśród najczęściej spotykanych kluczy istnieją dwie klasyfikacje: metryczna i calowa. W systemie metrycznym rozmiar klucza odpowiada odległości między szczękami w milimetrach, w systemie calowym odległość ta podawana jest w calach.
| Śruba | DIN | ISO | uwagi                                          |
| ----- | --- | --- | ---------------------------------------------- |
| M3    | 5,5 | 5,5 |                                                |
| M4    | 7   | 7   |                                                |
| M5    | 8   | 8   |                                                |
| M6    | 10  | 10  | Spotykane także 8 w sprzęcie azjatyckim.       |
| M7    | 11  | 11  |                                                |
| M8    | 13  | 13  | Spotykane także 12 i 14 w sprzęcie azjatyckim. |
| M10   | 17  | 16  |                                                |
| M12   | 19  | 18  |                                                |
| M14   | 22  | 21  |                                                |
| M16   | 24  | 24  |                                                |
| M18   | 27  | 27  |                                                |
| M20   | 30  | 30  |                                                |
| M22   | 32  | 34  |                                                |
| M24   | 36  | 36  |                                                |